# Xylotoles costatus
Xylotoles costatus es una especie de escarabajo longicornio del género Xylotoles, tribu Parmenini, subfamilia Lamiinae. Fue descrita científicamente por Pascoe en 1875.

## Descripción
Mide 16-20 milímetros de longitud.

## Distribución
Se distribuye por Nueva Zelanda.